# 普魯士的索菲 (1582-1610)
普魯士的索菲（德語：Sophie von Preußen，1582年3月31日—1610年11月24日），庫爾蘭公爵夫人，普魯士公爵阿爾布雷希特·腓特烈但女兒。

## 家庭
1609年，索菲與庫爾蘭公爵威廉·克特勒結婚，兩人的獨子雅各布·克特勒於隔年出生。